# رومن مونتیئل
رومن مونتیئل (انگلیسی: Romain Montiel؛ زادهٔ ۲۲ آوریل ۱۹۹۵) بازیکن فوتبال اهل فرانسه است.
از باشگاه‌هایی که در آن بازی کرده‌است می‌توان به باشگاه فوتبال اوسر و باشگاه فوتبال لو مان اشاره کرد.